# アレサ・イン・パリス
『アレサ・イン・パリス』（Aretha in Paris）は、アメリカ合衆国の歌手アレサ・フランクリンが1968年に録音・発表した、キャリア初のライブ・アルバム。

## 解説
フランクリンは1968年に自身初のヨーロッパ・ツアーを行い、オランピアで行われたパリ公演では、2回のショウで1万5千人以上を動員した。本作には5月7日の公演の模様が収録されている。収録曲はいずれも、アトランティック・レコード移籍後のアルバムから選曲された。
このツアーでは、フランクリンのマネージャーを務めていたテッド・ホワイトの案により、ドナルド・タウンズ等デトロイトを拠点としていたミュージシャン達がバック・バンドに起用された。しかし、プロデューサーのジェリー・ウェクスラーはホワイトの選んだバンドに満足できず、後にキング・カーティス率いるザ・キングピンズをフランクリンのバンドに起用した。
アメリカの『ビルボード』では、1968年にR&Bアルバム・チャートで2位に達し、1969年には総合アルバム・チャートのBillboard 200で13位を記録。

## 収録曲
Side 1
1. サティスファクション - "(I Can't Get No) Satisfaction" (Mick Jagger, Keith Richards) - 2:17
2. 夢をさまさないで - "Don't Let Me Lose This Dream" (Aretha Franklin, Teddy White) - 2:19
3. ソウル・セレナーデ - "Soul Serenade" (Luther Dixon, Curtis Ousley) - 3:15
4. ナイト・ライフ - "Night Life" (Willie Nelson, Walt Breeland, Paul Buskirk) - 4:05
5. ベイビー・アイ・ラヴ・ユー - "Baby, I Love You" (Ronnie Shannon) - 2:45
6. グルーヴィン - "Groovin'" (Eddie Brigati, Felix Cavaliere) - 3:12
7. ナチュラル・ウーマン - "(You Make Me Feel Like) A Natural Woman" (Carole King, Gerry Goffin, Jerry Wexler) - 3:35

Side 2
1. カム・バック・ベイビー - "Come Back Baby" (Ray Charles) - 3:04
2. ドクター・フィールグッド - "Dr. Feelgood (Love Is a Serious Business)" (A. Franklin, T. White) - 4:12
3. 愛する貴方を失くして - "(Sweet Sweet Baby) Since You've Been Gone" (A. Franklin, T. White) - 2:26
4. 貴方だけを愛して - "I Never Loved a Man (The Way I Love You)" (R. Shannon) - 3:54
5. チェイン・オブ・フールズ - "Chain of Fools" (Don Covay) - 2:52
6. リスペクト - "Respect" (Otis Redding) - 3:06

## 参加ミュージシャン
- アレサ・フランクリン - ボーカル(all)、ピアノ(B2, B3)
- ゲイリー・イリングワース - ピアノ
- ジェリー・ウィーヴァー - ギター
- ロデリック・ヒックス - ベース
- ジョージ・デヴィッドソン - ドラムス
- ドナルド・タウンズ - トランペット、指揮
- ラッセル・コンウェイ - トランペット
- ロン・ジャクソン - トランペット
- リトル・ジョン・ウィルソン - トランペット
- ルネ・ピッツ - トロンボーン
- ミラー・ブリスカー - テナー・サックス
- ドナルド・ウォルドン - テナー・サックス
- デヴィッド・スクワイア - バリトン・サックス
- キャロリン・フランクリン - バッキング・ボーカル
- Wyline Ivey - バッキング・ボーカル
- Charnessa Jones - バッキング・ボーカル